# Santiago de María
Santiago de María est une municipalité située dans le département d'Usulután au Salvador.